# Paracedicus
Paracedicus là một chi nhện trong họ Cybaeidae.